# Podzim v New Yorku
Podzim v New Yorku, anglicky Autumn in New York, je americký romanticko-dramatický film společnosti Metro-Goldwyn-Mayer z roku 2000 režisérky Joan Chenové s Richardem Gerem a Winonou Riderovou v hlavní roli.

## Děj
Děj vypráví smutný milostný příběh stárnoucího muže (48 let), majitele luxusní restaurace, větroplacha ve středních letech (Will Keane – Richard Gere), který se vášnivě zamiluje do mladé dvaadvacetileté, velmi půvabné dívky Charlotte Fieldingové (Winona Ryderová), která pracuje jako módní návrhářka klobouků. Ona jeho lásku opětuje. Jejich vzájemné štěstí však netrvá dlouho, neboť Charlotte je nevyléčitelně nemocná, má velmi závažné onemocnění – vrozenou srdeční vadu, která jí dává pouze několik měsíců života. Přesto se oba společně pokouší tomuto jejímu neblahému osudu čelit a najít erudovaného lékaře-kardiochirurga, který by byl ochoten její nemocné srdce operovat. Po delším hledání se jim nakonec podaří jednoho lékaře najít, nicméně Charlotte dostane o Vánocích záchvat a operace srdce se nepodaří a ona během ní zemře. Will je z toho velmi zničený, ale nakonec jej tato tragédie přiměje k tomu, aby se usmířil se svojí dospělou těhotnou dcerou a těšil se tak ze svého prvního vnoučete (což je námět posledního záběru filmu).

## Hrají
- Richard Gere – Will Keane
- Winona Ryder – Charlotte Fielding
- Anthony LaPaglia – John Volpe
- Elaine Stritch – Dolores "Dolly" Talbot
- Vera Farmiga – Lisa Tyler
- Sherry Stringfield – Sarah Volpe
- Jill Hennessy – Lynn McCale
- J.K. Simmons – Dr. Tom Grandy
- Sam Trammell – Simon
- Mary Beth Hurt – Dr. Paul Sibley
- Kali Rocha – Shannon
- Steven Randazzo – Alberto
- Toby Poser
- George Spielvogel III – Netto
- Ranjit Chowdhry – Fakir
- Audrey Quock – Eriko
- Tawny Cypress – Melissa
- Gabriel Portuondo
- Laurent Schwaar
- Patrick Price
- Ted Koch
- Alvin H. Einbender
- Randall Marshall Troy
- Daniella van Graas – modelka z baru
- Rachel Nichols – modelka z baru